# (11528) Mie
(11528) Mie est un astéroïde de la ceinture principale.

## Description
(11528) Mie est un astéroïde de la ceinture principale. Il fut découvert le 3 décembre 1991 à Yatsugatake par Yoshio Kushida et Osamu Muramatsu. Il présente une orbite caractérisée par un demi-grand axe de 2,61 UA, une excentricité de 0,16 et une inclinaison de 13,9° par rapport à l'écliptique.

## Compléments